# Jakob Hjelmberg
Jakob Hjelmberg, född 27 september 1665 i Stala församling, död 9 februari 1718 i Stockholm, var en svensk ämbetsman.

## Biografi
Jakob Hjelmberg föddes 1665. Han var son till borgmästaren Sven Andersson och Cecilia Paulsdotter i Marstrands stad. Hjelmberg blev 11 oktober 1685 student vid Uppsala universitet och blev 1685 aktuarie och notarie i exekutionskommissionen. Han var även från 19 februari 1689 aktor causae och blev 23 maj 1691 sekreterare. Hjelmberg blev 1704 assessor i Svea hovrätt och 20 september 1710 revisionssekreterare. Han adlades Hjelmberg 23 juni 1711 jämte sin styvson Jakob Spalding. Hjelmberg var 9 oktober 1711 ledamot av lagkommissionen och avled 1718 i Stockholm.

### Egendom
Hjelmberg ägde gården Hjälmvik i Stala socken.

### Familj
Hjelmberg gifte sig 1 december 1692 i Sankt Nikolai församling i Stockholm med Anna Åkerman (död 1702). De fick tillsammans barnen Anna Hjelmberg (född 1693), Catharina Maria (född 1694), kanslisten Jakob Hjelmberg (1696–1762) i justitierevisonsexpeditionen och Carl Hjelmberg (född 1698).
Hjelmberg gifte sig andra gången 1704 med Magdalena Bunge (1669–1726), dotter till handelsborgmästaren Mårten Bunge och Margareta Jernstedt i Stockholm. Magdalena Bunge var änka efter borgmästaren Anders Spalding i Göteborg.